# Steyr 540
Der Steyr 540 ist ein Traktor aus der Steyr Plus-Serie von Steyr Daimler Puch. Er wurde von 1971 bis 1977 gebaut.
1971 wurde die bestehende Plus-Serie mit den Typen Steyr 30, Steyr 40, Steyr 50, Steyr 70 und Steyr 90 aus Marketinggründen auf dreistellige Typenbezeichnungen umgestellt und gleichzeitig wurden einige Änderungen vorgenommen, die sich zum Teil auch an der Leistung auswirkten. Der neue Steyr 540 ersetzte daher den um zwei PS schwächeren Steyr 40.
Der wassergekühlte Dieselmotor des Typs WD 308.40 mit drei Zylindern und 2,355 l Hubraum hatte eine Leistung von rund 29 kW (40 PS). Das Getriebe hatte acht Vorwärtsgänge und sechs Rückwärtsgänge, auf Wunsch auch bis zu 16 Vorwärtsgänge und 16 Rückwärtsgänge. Die Höchstgeschwindigkeit wurde mit 27 km/h angegeben.
Der Traktor war als Steyr 540 in der Hinterradversion und als Steyr 540 a in einer Allradversion erhältlich. Zusätzlich gab es eine Hackfruchtversion mit hohen Rädern und besonders großer Bodenfreiheit, die Steyr 540 h bezeichnet wurde und einen Steyr 540 g, eine Grünlandausführung mit Hinterradantrieb. 1970 kam noch eine Schmalspurversion als Steyr 540 s dazu. Eine Kabine war auf Wunsch zu haben.
Die Karosserie wurde vom französischen Industriedesigner Louis Lucien Lepoix entworfen.